# Бакінгем (округ, Вірджинія)

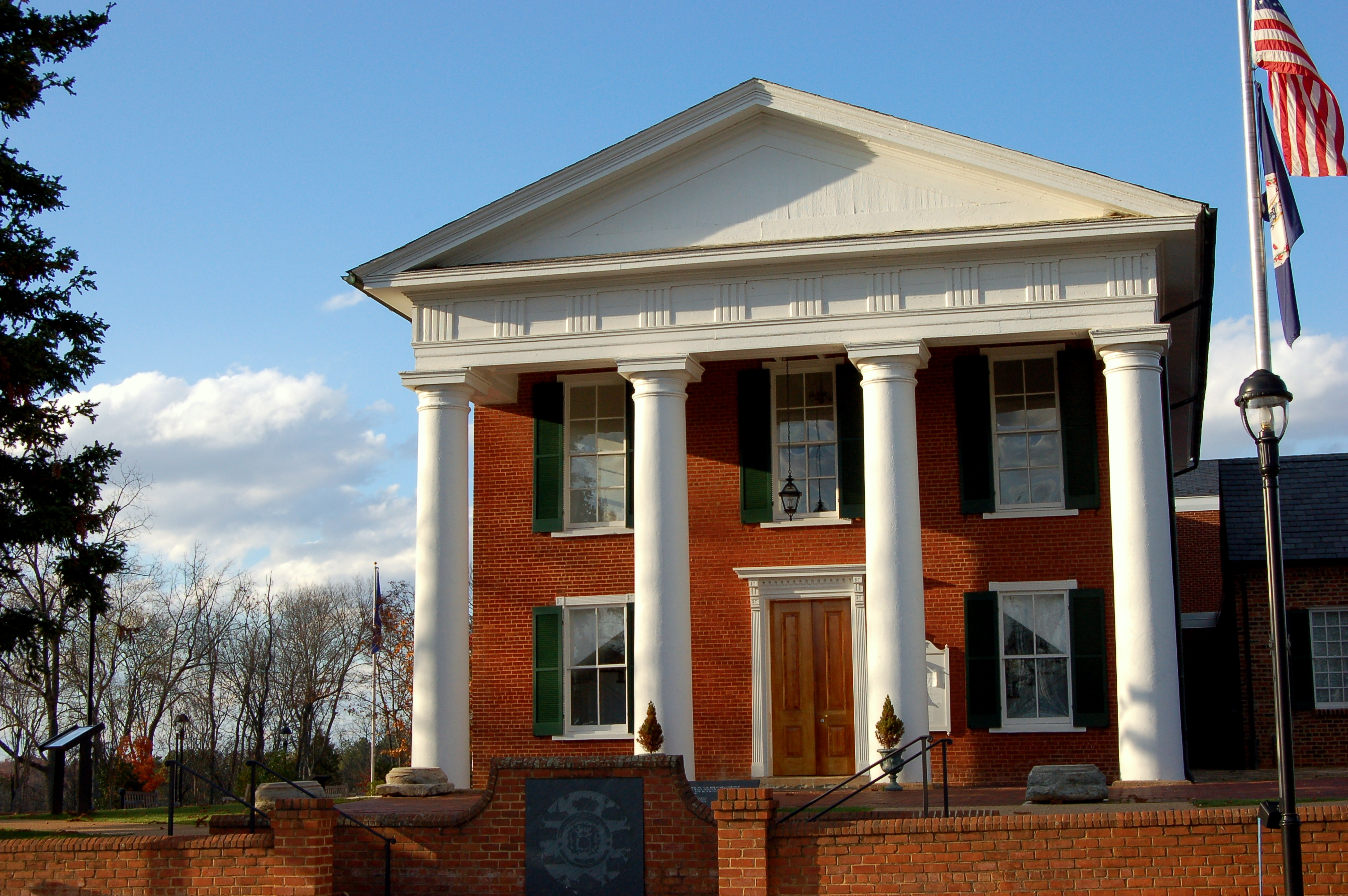

Шаблон:StateAbbr_ 37°34′ пн. ш. 78°32′ зх. д. / 37.57° пн. ш. 78.53° зх. д.
Округ Бакінгем (англ. Buckingham County) — округ (графство) у штаті Вірджинія, США. Ідентифікатор округу 51029.

## Історія
Округ утворений 1761 року.

## Демографія
За даними перепису 2000 року загальне населення округу становило 15623 осіб, усе сільське. Серед мешканців округу чоловіків було 8574, а жінок — 7049. В окрузі було 5324 домогосподарства, 3760 родин, які мешкали в 6290 будинках. Середній розмір родини становив 2,99.
Віковий розподіл населення поданий у таблиці:
| Стать    | До 15 років | 15-21 | 22-29 | 30-39 | 40-49 | 50-65 | 65-85 | Понад 85 |
| -------- | ----------- | ----- | ----- | ----- | ----- | ----- | ----- | -------- |
| Чоловіки | 1485        | 672   | 999   | 1597  | 1487  | 1376  | 884   | 74       |
| Жінки    | 1384        | 610   | 556   | 1020  | 1006  | 1313  | 1001  | 159      |

## Суміжні округи
- Флуванна — північний схід
- Камберленд — схід
- Принс-Едвард — південь
- Аппоматтокс — південний захід
- Нелсон — захід
- Албемарл — північний захід

## Виноски
1. ↑  U.S. Decennial Census. United States Census Bureau. Архів оригіналу за 26 квітня 2015. Процитовано 1 січня 2014.
2. ↑  Historical Census Browser. University of Virginia Library. Архів оригіналу за 11 серпня 2012. Процитовано 1 січня 2014.
3. ↑  Population of Counties by Decennial Census: 1900 to 1990. United States Census Bureau. Архів оригіналу за 15 грудня 2013. Процитовано 1 січня 2014.
4. ↑  Census 2000 PHC-T-4. Ranking Tables for Counties: 1990 and 2000 (PDF). United States Census Bureau. Архів оригіналу (PDF) за 18 грудня 2014. Процитовано 1 січня 2014.
5. ↑  State & County QuickFacts. United States Census Bureau. Архів оригіналу за 7 липня 2011. Процитовано 1 січня 2014. [Архівовано 2011-06-07 у Wayback Machine.](англ.) Наведено за англійською вікіпедією.
6. ↑  American FactFinder. Бюро перепису населення США. Архів оригіналу за 26 лютого 2012. Процитовано 31 січня 2008. [Архівовано 2008-05-21 у Wayback Machine.]

| США | Це незавершена стаття з географії США. Ви можете допомогти проєкту, виправивши або дописавши її. |